# Jayne-Ann Igel
Jayne-Ann Igel (* 18. September 1954 in Leipzig als Bernd Igel) ist eine deutsche Schriftstellerin.

## Werdegang
Jayne-Ann Igel absolvierte eine Bibliotheksausbildung und arbeitete an der Deutschen Bücherei in Leipzig. Ein Theologiestudium in den Jahren 1978 bis 1982 beendete sie ohne Abschluss. Während dieser Zeit begann Igel mit dem Schreiben. Nach einer Reihe von selbstverlegten Büchern erschien ihr erster Gedichtband 1989 in der Serie „Poesiealbum“ des DDR-Verlags Neues Leben, noch unter ihrem alten Namen. Seit einer geschlechtsangleichenden Operation im Jahre 1990 lautet ihr offizieller Name Jayne-Ann Igel.
Ab Mitte der 1980er Jahre veröffentlichte sie Lyrik in Zeitschriften und Anthologien wie Jahrbuch der Lyrik, Sinn und Form und Temperamente. Sie veröffentlichte Beiträge in Schaden, Ariadnefabrik und Anschlag. Nach 1990 arbeitete sie mit bildenden Künstlern, wie Erika Enders, Claudia Reh und Tobias Stengel, zusammen.
Jayne-Ann Igel arbeitete von 1991 bis 1993 als Verwaltungsangestellte in einem Pfarramt. Von 1993 bis 1994 war sie Mitarbeiterin des Leipziger Literaturbüros.
1996 bis 1997 nahm sie an einem Projekt zur Frauengeschichte der Stadt Dresden teil, danach war sie wissenschaftliche Mitarbeiterin im Frauenstadtarchiv Dresden. Jayne-Ann Igel erhielt verschiedene Stipendien, u. a. 2000 und 2001 ein Arbeitsstipendium des Sächsischen Staatsministeriums für Wissenschaft und Kunst, 2002 ein Stipendium des Deutschen Literaturfonds, 2007 die Dr. Manfred Jahrmarkt-Ehrengabe der Deutschen Schillerstiftung sowie ein Aufenthaltsstipendium im Künstlerhaus Edenkoben. Seit 2011 ist sie Mitherausgeberin der Reihe Neue Lyrik, die in Kooperation mit der Kulturstiftung des Freistaates Sachsen im Poetenladen erscheint.
Ihre frühe Dichtung, die während der letzten Jahre der DDR entstand, zeichnete sich durch Anklänge an die dunkle Romantik aus. Ihre späteren Werke verbinden Erinnerungen und Wahrnehmungen zu einem modernen Bewusstseinsstrom, dem Fotografien der Autorin beigefügt werden. In einer Rezension des Bands wolken hinterm rollo für Deutschlandfunk Kultur bezeichnete die Literaturkritikerin Beate Tröger sie als eine Lyrikerin, die unbedingt zu entdecken sei.
Bei der Landtagswahl in Sachsen 2014 scheiterte Igel als Direktkandidatin der Partei Die Linke im Wahlkreis Dresden 1 und als Kandidatin auf der Landesliste (Platz 41). Ebenso scheiterte sie bei der Landtagswahl in Sachsen 2019 auf Platz 55 der Landesliste der Partei Die Linke.

## Werke
- Bernd Igel. (= Poesiealbum. 259). Berlin 1989, ISBN 3-355-00904-0.
- Das Geschlecht der Häuser gebar mir fremde Orte. Fischer, Frankfurt am Main 1989, ISBN 3-596-22363-6.
- Fahrwasser: Eine innere Biografie in Ansätzen. Reclam, Leipzig 1991, ISBN 3-379-00635-1.
- mit Karin Wieckhorst und Barbara Köhler: Ostberlin 1983–1986. Connewitzer Verlagsbuchhandlung, Leipzig 1991.
- mit Una Giesecke: Von Maria bis Mary. Frauengeschichten aus der Dresdner Neustadt. Goldenbogen, Dresden 1998, ISBN 978-3932434037.
- Wiederbelebungsversuche. (= 9. Heft der Lesereihe Zeitzeichen des Kunstvereins Aschersleben). UN ART IG Verlag, Aschersleben 2001, ISBN 3-9807613-2-0.[2]
- Unerlaubte Entfernung. Urs Engeler Editor, Basel u. a. 2004, ISBN 978-3-905591-85-9.
- Traumwache. Urs Engeler Editor, Basel u. a. 2006, ISBN 3-938767-03-0.
- Berliner Tatsachen. Urs Engeler Editor, Basel u. a. 2009.
- umtriebe.gutleut Verlag, Frankfurt am Main und Weimar 2013
- vor dem Licht | umtriebe. gutleut Verlag, Frankfurt am Main 2014.
- die stadt hielt ihre flüsse im verborgenen. gutleut Verlag, Frankfurt am Main 2018, ISBN 978-3-936826-20-3.
- alles lichter winter. gutleut Verlag, Frankfurt am Main 2019, ISBN 978-3-948107-32-1
- wir ländern uns fort. gutleut Verlag, Frankfurt am Main 2022, ISBN 978-3-948107-34-5
- wolken hinterm rollo. gutleut Verlag, Frankfurt am Main 2024, ISBN 978-3-948107-37-6